# Henry de Lacy, 3. Earl of Lincoln

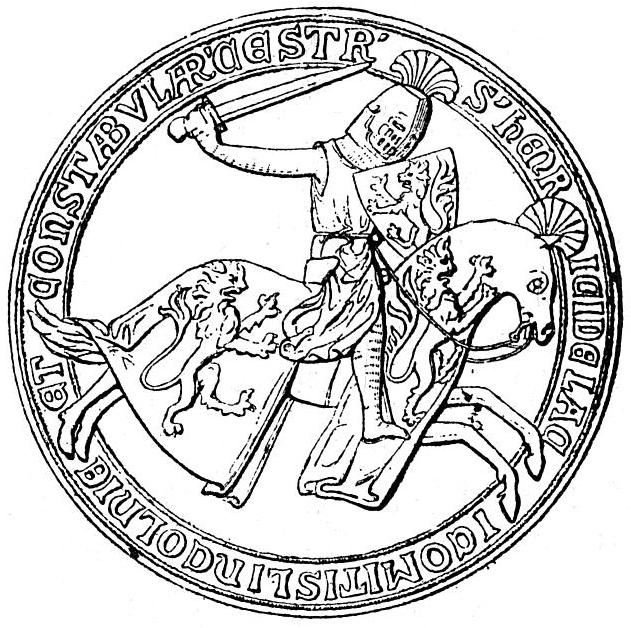
Siegel von Henry de Lacy

Henry de Lacy, 3. Earl of Lincoln (nach anderer Zählung auch 5. Earl of Lincoln; * um 19. Dezember 1249; † 5. Februar 1311 in Holborn, London) war ein englischer Magnat, Diplomat und Feldherr.

## Herkunft und Jugend
Henry war ein Sohn von Edmund de Lacy, 2. Earl of Lincoln und von Adelasia (Alice), der ältesten Tochter von Manfred III., Markgraf von Saluzzo. Sein Vater starb bereits 1258, und die Besitzungen wurden von seiner Mutter verwaltet.

## Vertrauter von König Eduard I.

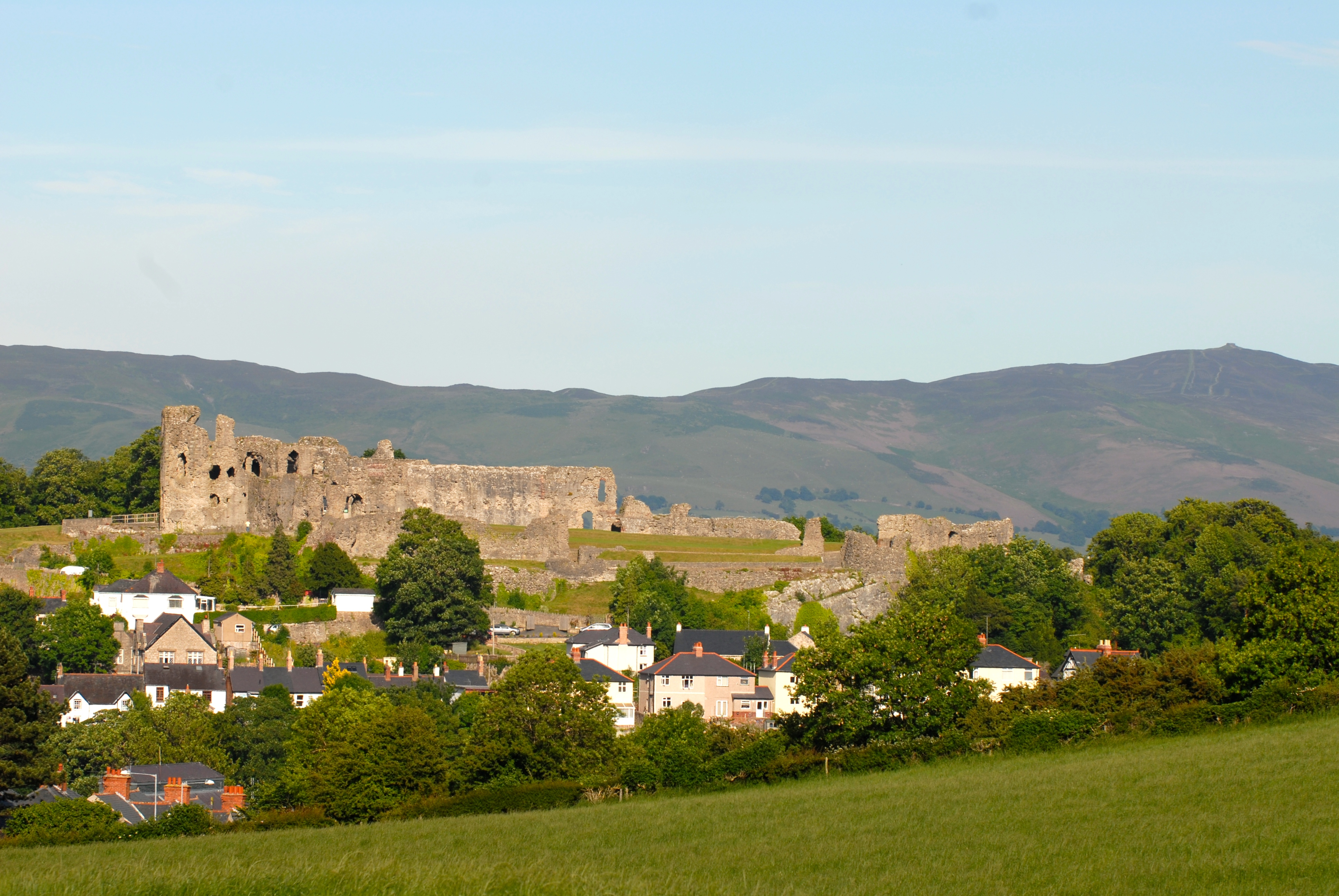
Die Ruine des von Henry de Lacy erbauten Denbigh Castle in Nordwales

1269 wurde der junge Henry wegen eines Grundbesitzes in einen Streit mit John de Warenne, 6. Earl of Surrey verwickelt, der erst durch Intervention des Königs beigelegt wurde. Am 5. Oktober 1272 wurde er Verwalter von Knaresborough Castle und am 13. Oktober 1272 wurde er anlässlich der Hochzeit von Edmund of Cornwall zum Knight Bachelor geschlagen. Damit galt er als volljährig und konnte über die ererbten Ländereien seines Vaters verfügen. Schon bald diente er auf vielfältige Art dem König. Er wurde schnell einer der vertrauenswürdigsten, treuesten und zuverlässigsten Gefolgsmänner und Freunde von König Eduard I. Im Feldzug von 1276 bis 1277 gegen Wales nahm er mit etwa 100 Rittern teil und eroberte Bauseley in Montgomeryshire. Im Januar 1278 reiste er nach Brabant, um die Verlobung von Margaret, einer Tochter des Königs, mit Johann, dem Sohn und Erben von Herzog Johann I. von Brabant zu verhandeln. Im März 1278 gehörte er zur Eskorte von König Alexander III. von Schottland während dessen Besuches in England. Zusammen mit den Bischöfen Roger von Worcester und Thomas de Cantilupe von Hereford sowie mit Edmund of Cornwall wurde er am 27. April 1279 während der Reise des Königs nach Frankreich zum Vertreter des Königs ernannt, bis der König am 19. Juni zurückkehrte. 1282 und 1283 nahm er am erneuten Feldzug gegen Wales teil, wofür er zur Belohnung Denbighshire in Nordwales erhielt. Zur Sicherung seines neuen Besitzes begann er mit dem Neubau von Denbigh Castle. Von 1286 bis 1289 begleitete Lacy den König bei dessen Besuch in der Gascogne, dabei untersuchte er 1287 die Vorwürfe der schlechten Amtsführung gegen den früheren Seneschall Jean I. de Grailly. Nach der Rückkehr des Königs nach England wurde Lacy im Oktober 1289 Angehöriger einer Kommission, die sich mit den Beschwerden über königliche Beamte befasste. Die Beschwerden richteten sich gegen über 1000 Beamte, darunter auch gegen den obersten Richter des Court of King’s Bench Ralph de Hengham. Im Juni 1290 verhandelte Lacy mit dem Regentschaftsrat von Schottland. Seine Verhandlungen führten mit zum Abkommen von Birgham, das am 18. Juli 1290 zwischen England und Schottland geschlossen wurde. Als Kandidat von König Eduard I. gehörte er zu dem Gremium, das ab 1291 die Ansprüche der Anwärter auf den schottischen Thron prüfte. 1292 bürgte er für Gilbert de Clare, 6. Earl of Hertford bei dessen Streit mit Humphrey de Bohun, 3. Earl of Hereford über ihre Besitzungen in den Welsh Marches. Im Frühjahr 1294 begleitete er Edmund Crouchback, den Bruder des Königs, nach Frankreich, wo dieser einen Waffenstillstand zur Beendigung des Krieges zwischen England und Frankreich aushandeln sollte. Die Verhandlungen scheiterten jedoch, und im Sommer 1294 sollte Lacy mit englischen Truppen in die Gascogne aufbrechen. Bevor er sich in Portsmouth einschiffen konnte, erreichte ihn die Nachricht vom walisischen Aufstand, worauf er mit Truppen zur Niederschlagung des Aufstands nach Nordwales zog. Während er im November zum Entsatz von Denbigh Castle vorrückte, wurde er dort von seinen eigenen walisischen Untertanen angegriffen und in die Flucht geschlagen. Er blieb bis Frühjahr 1295, als der Aufstand schließlich niedergeschlagen wurde, in Wales.

## King’s Lieutenant von Aquitanien
Am 3. Dezember 1295 ernannte der König ihn zum King’s Lieutenant für Aquitanien, dieses Amt übte er bis Frühjahr 1298 aus. Am 14. Januar 1296 brach er zusammen mit Edmund Crouchback und einer starken Infanterietruppe von Plymouth aus nach Südwestfrankreich auf. Auf der Fahrt plünderten sie das bretonische Saint Mathieu bei Brest und erreichten dann Bourg und Blaye am Gironde. Ohne Erfolg marschierten sie gegen das französisch besetzte Bordeaux. Auch ein Angriff auf Saint-Macaire scheiterte, als Graf Robert von Artois die belagerte Stadt entsetzte. Nach dem Tod von Edmund Crouchback am 5. Juni 1296 wählte die Armee Henry de Lacy zum Nachfolger und sein Amt als Lieutenant wurde bestätigt. Vor Bourg konnte er Robert von Artois schlagen. Anschließend belagerte er im Juli und August sieben Wochen lang Dax, musste sich dann jedoch nach Bayonne zurückziehen. Im Januar 1297 baten ihn Bürger des von französischen Truppen belagerten Bellegarde um Hilfe. Lacy rückte zu einem Entsatz an, geriet jedoch in einen Hinterhalt von Robert von Artois, bei dem John de St John in Gefangenschaft geriet und die Engländer hohe Verluste erlitten. Lacy musste sich wieder nach Bayonne zurückziehen. Im Sommer unternahm er einen erfolgreichen Plünderungszug nach Toulouse, von dem er Ende September nach Bayonne zurückkehrte. Bis nach Weihnachten blieb er in Bayonne, ehe er Ostern 1298 nach England zurückkehrte. Sein Nachfolger als King’s Lieutenant wurde Guy Ferre.

## Teilnahme am schottischen Unabhängigkeitskrieg
Am 15. Mai 1298 beauftragte ihn der König, die Verlobung des Thronfolgers Eduard mit Isabella von Frankreich zu verhandeln, die den Krieg zwischen England und Frankreich beenden sollte. Zusammen mit anderen Baronen schwor er vor Humphrey de Bohun, 3. Earl of Hereford und Roger Bigod, 5. Earl of Norfolk, dass König Eduard I. die Magna Carta und andere Verträge nach seiner Rückkehr vom schottischen Feldzug einhalten würde. Er selbst nahm 1298 am Feldzug nach Schottland und an der Schlacht von Falkirk teil, bei der William Wallace besiegt wurde. Zur Belohnung erhielt er Renfrew und weitere Besitzungen von James Stewart, dem High Steward of Scotland. Im Juli 1299 berief der König Lacy in die Ratsversammlung nach York, und am 12. September 1299 nahm er in Canterbury an der Hochzeit des Königs mit Margarethe von Frankreich teil. Im Sommer 1300 nahm er erneut an einem Feldzug nach Schottland teil, wo im Juli Caerlaverock Castle belagert wurde. Im November 1300 wurde er mit Hugh le Despenser auf eine diplomatische Mission nach Rom geschickt, um dem Papst die englische Politik gegenüber Schottland zu erläutern.

## Diplomat und Verwalter des Königs
Im März 1301 wurde Lacy beauftragt, Eduard, den Prince of Wales im Sommer auf seinen Feldzug nach Schottland zu begleiten und war im September und Oktober im schottischen Galloway. Während der nächsten beiden Jahre verhandelte er fortwährend über einen Friedensschluss mit Frankreich, bis am 20. Mai 1303 der Vertrag von Paris geschlossen wurde. Im Juni 1303 reiste er mit Otton de Grandson und Graf Amadeus von Savoyen nach Aquitanien, um das Land nach dem Frieden mit Frankreich wieder für König Eduard I. wieder in Besitz zu nehmen. Er reorganisierte dort die englische Verwaltung und kehrte erst Ende 1304 oder zu Beginn 1305 nach England zurück. Am 16. September 1305 wurde er vom Parlament in Westminster beauftragt, sich um Schottland zu kümmern, dazu sollte er sich um Bitten und Petitionen aus der Gascogne kümmern. Am 15. Oktober reiste er mit Otton de Grandson und Walter Langton als Gesandter zu Papst Clemens V., um die Suspendierung von Erzbischof Robert Winchelsey zu erreichen. Am 16. Februar 1306 kehrte er nach London zurück und wurde vom Mayor öffentlich empfangen. Danach begleitete er den Prince of Wales als Berater nach Schottland. Im Januar 1307 wurde er beauftragt, das Parlament in Carlisle zu leiten. Im Sommer 1307 begleitete er König Eduard I. bei seinem letzten Vorstoß nach Schottland und war bei ihm, als er am 7. Juli in Burgh by Sands starb.

## Führer der Adelsopposition gegen König Eduard II.
Lacy war nun der älteste der englischen Earls und hatte dadurch großen Einfluss auf den jungen König Eduard II. Er begleitete den König 1307 nach Schottland und bezeugte mit sechs anderen Earls die Erhebung von Piers Gaveston zum Earl of Cornwall. Schon bald jedoch kritisierte er den König und dessen Günstling Gaveston, und im Januar 1308 wurde er zum Führer der Adelsopposition. Zwar trug er bei der Krönung von Eduard II. am 25. Februar das Staatsschwert, doch bereits im Januar hatte er das sogenannte Boulogne Agreement besiegelt. Als der König jedoch weiterhin den Reformvorschlägen der Magnaten nicht nachkam, war Lacy der Führer der Barone, die während des Parlaments im April 1308 dem König androhten, dass sie zwischen der Treue zum König und der Treue zur Person des Königs unterscheiden würden. Damit zwangen die Barone den König Gaveston ins Exil zu schicken, und in der Folge gehörte Lacy wieder zu den engsten Beratern des Königs. Er blieb weiterhin am Königshof, auch als Gaveston bald wieder aus seinem Exil zurückkehrte und ihn mit dem Spitznamen Boele-Crevée als aufgeblähten Bauch verspottete.
Gavestons Beleidigungen und seine Bevorzugung durch den König führten dazu, dass Lacy nun zusammen mit seinem Schwiegersohn Lancaster und anderen Baronen eine Reform des königlichen Haushalts und der Regierung forderten. Die Führung dieser Adelsopposition, der Lords Ordainer, ging jedoch an den jüngeren Lancaster über. Bevor der König jedoch im Oktober 1310 nach York aufbrach, söhnte sich Lacy mit dem König aus. Er verbrachte Weihnachten in Kingston in Dorset, kehrte nach London zurück und starb in seinem Haus in Holborn. Er wurde am 28. Februar 1311 in der Marienkapelle der St Paul’s Cathedral beigesetzt. Nach seinem Tod verschärfte sich der Konflikt zwischen dem König und der Adelsopposition unter Lancaster.

## Familie und Nachkommen

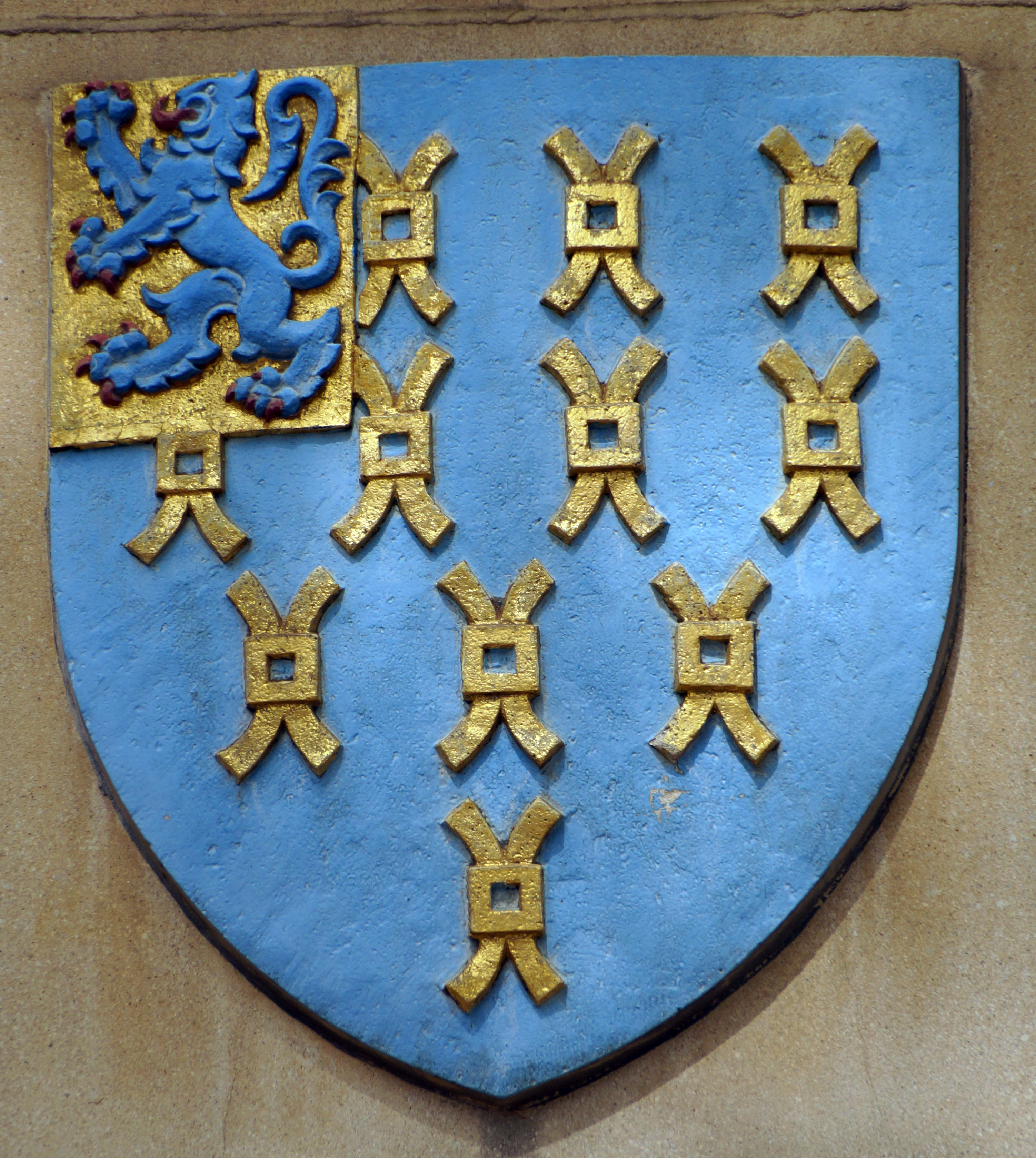
Das Wappen von Lincoln’s Inn enthält das Wappen von Henry de Lacy

Lacy war zweimal verheiratet. In erster Ehe wurde er als Kind 1257 in Salisbury mit Margaret Longespée, 4. Countess of Salisbury verheiratet. Seine Braut war eine Tochter und Teilerbin des kurz zuvor verstorbenen William Longespée, einem Sohn von William Longespée of Salisbury. Mit ihr hatte er mehrere Kinder, darunter:
- Edmund († 1308)
- John
- Alice (1281–1348)

1. ⚭ Thomas of Lancaster, 2. Earl of Lancaster;
2. ⚭ Ebulo Lestrange, 1. Baron Strange;
3. ⚭ Hugh de Freyne

Sein ältester Sohn Edmund ertrank bei einem Unfall im Brunnen von Denbigh Castle, sein zweiter Sohn John zog sich bei einem Sturz in Pontefract Castle tödliche Verletzungen zu. Nachdem seine Frau Margaret 1309 gestorben war, heiratete Lacy am 16. Juni 1310 die junge Joan Martin, eine Tochter von William Martin, 1. Baron Martin und von Eleanor Fitzpiers. Die Ehe blieb kinderlos. Da seine beiden Söhne vor ihm gestorben waren, machte Lacy auf Druck von König Eduard II. seinen Schwiegersohn Lancaster, einen Cousin des Königs, zu seinem Haupterben. Lancaster erbte großen Grundbesitz in ganz England, vor allem in Lincolnshire, Yorkshire, Derbyshire sowie in Denbighshire in Nordwales.
Lacys Witwe Joan heiratete vor dem 6. Juni 1313 ohne königliche Erlaubnis Nicholas Audley, 2. Baron Audley of Heleigh. Sie starb vor dem 27. Oktober 1322.

## Sonstiges
Lacy war einer der reichsten Magnaten Englands. Die Jahreseinkünfte aus seinen umfangreichen Ländereien wurden auf 10.000 Mark geschätzt. Obwohl seine Besitzungen weit verstreut und auf mehrere Grafschaften verteilt waren, galt ihre Verwaltung als beispielhaft wirtschaftlich und praktikabel. Lacy selbst galt dazu als gebildet und kultiviert. Er soll eine Kurzfassung der Brut-Chronik in Auftrag gegeben haben. Angeblich soll sein Anwesen in London Namensgeber für den nahe gelegenen Lincoln’s Inn gewesen sein.